# 6 Foot 7 Foot
6 Foot 7 Foot è un brano musicale del rapper di New Orleans Lil Wayne, pubblicato come primo singolo estratto dall'album Tha Carter IV. La canzone è stata prodotta da Bangladesh e figura il featuring di Cory Gunz. Il singolo è stato pubblicato il 16 dicembre 2010 su iTunes, ed è costruito su un campionamento di Day-O (Banana Boat Song) by Harry Belafonte.

## Tracce
Promo - CD-Single Cash Money / Motown
1. 6 Foot 7 Foot (featuring Cory Gunz) - 4:09

## Classifiche
| Classifica (2010)           | Posizione Più alta |
| --------------------------- | ------------------ |
| Official Singles Chart      | 37                 |
| Billboard Hot Digital Songs | 3                  |
| Stati Uniti                 | 9                  |
| Regno Unito                 | 71                 |
| Canada                      | 50                 |

### Classifiche di fine anno
| Classifica (2011) | Posizione |
| ----------------- | --------- |
| Stati Uniti       | 41        |